# Carina Hasenöhrl
Carina Hasenöhrl  (* 4. Februar 1988 in Klagenfurt am Wörthersee) ist eine österreichische Kunstturnerin.

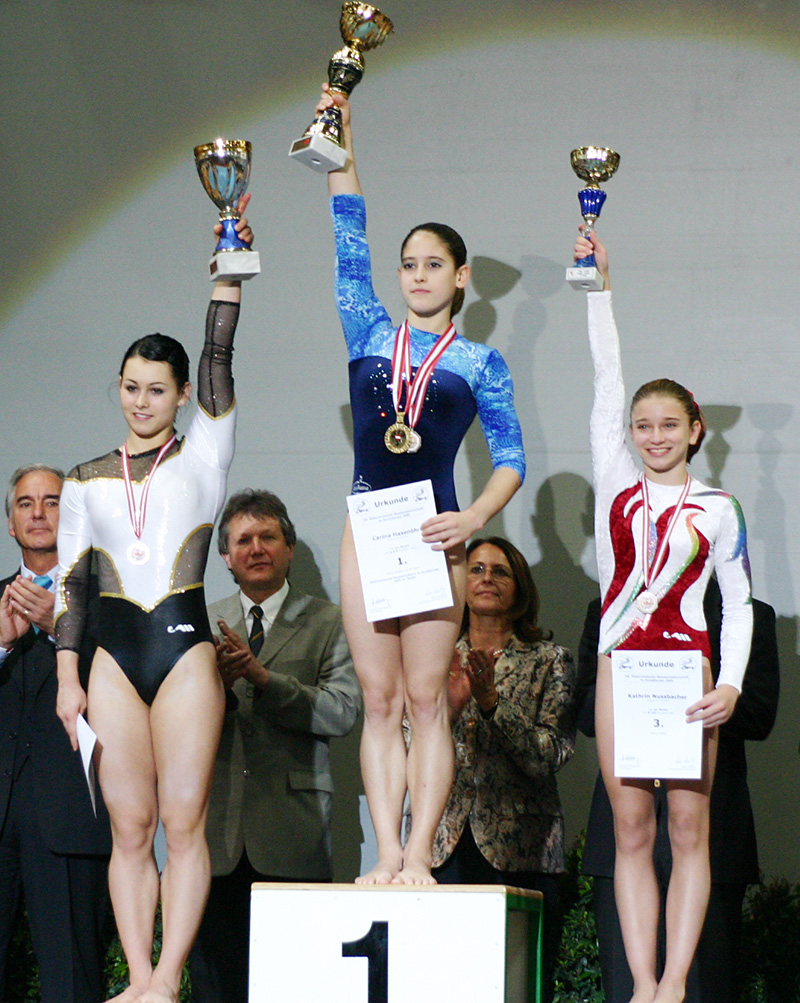
Carina Hasenöhrl als Siegerin eines Gerätefinales der Kunstturn-Staatsmeisterschaften 2005 in Wien.

## Karriere
Carina Hasenöhrl startete 1996 beim Kunstturnclub Klagenfurt KTC ihre Karriere. Von 2001 bis 2003 übersiedelte sie in den rumänischen Olympiastützpunkt Deva. Nach der Auflösung der dortigen Trainingsgruppe folgte ein Wechsel in die Niederlande, wo Carina Hasenöhrl im Jahr 2004 zuerst in Alkmaar und ab Sommer 2004 schließlich in Zoetermeer bei Frank Louter trainierte.
Im Jahr 2006 folgte durch einen Halswirbelbruch ein Rückschlag in ihrer Karriere. Trotz dieser Verletzung schaffte Hasenöhrl das Comeback. Bei ihrem ersten Wettkampf nach der Verletzungspause am 16. Juni 2007 erlitt sie einen Kreuzbandriss. Ihren Rücktritt vom Leistungssport erklärte sie am 16. Juli 2007.

## Erfolge
Carina Hasenöhrl belegte ununterbrochen von 15. Juli 2003 bis zu ihrem Karriereende den ersten Platz der ÖFT-Rangliste. Sie ist 10-fache österreichische Staatsmeisterin und wurde 2005 und 2006 niederländische Vizestaatsmeisterin am Boden. Im Jahr 2006 konnte sie auch den niederländischen Staatsmeistertitel im Sprung erringen. Weiters nahm sie an zwei Europameisterschaften (Amsterdam 2004, Debrecen 2005), sowie drei Weltmeisterschaften teil (Anaheim 2003, Melbourne 2005, Aarhus 2006).
Ihr bestes Ergebnis im Weltcup erreichte Carina Hasenöhrl 2005 mit dem fünften Platz in Glasgow.